# Miguel Ángel Rincón Peña
Miguel Ángel Rincón Peña (Ronda, Málaga, España, 1977) Reside en Prado del Rey, Cádiz. Es escritor en lengua castellana y ha publicado nueve libros de poesía, una recopilación de artículos periodísticos y dos novelas.

## Biografía
Interesado en la acción poética, pertenece al colectivo de artistas El fuego de la utopía y al Ateneo Cultural Almajar, entre otros.
Publica habitualmente artículos y poemas para periódicos y revistas, tanto impresas como digitales. También colabora asiduamente en varias emisoras de radio con secciones culturales. Ha realizado varias exposiciones de poemas visuales entre los años 2007 y 2009. Es director de la revista cultural El Diván. En febrero de 2011 fue incluido en el diccionario de autores de la cátedra Miguel Delibes de la Universidad de Valladolid. Organizador del ciclo cultural Poesía de una noche de verano (2008-2019). Ha presentado sus poemarios y ha dado recitales en Madrid, Barcelona, Bilbao, etc. Sus libros han sido prologados por escritores y artistas como, Juan José Téllez, Luis Eduardo Aute, Felipe Alcaraz, Amancio Jiménez (Tennessee_(Banda), entre otros.
Creador y componente de varios grupos de Rock & Roll. Ha formado parte de los grupos musicales "La Máquina Quimérica", "Artistas del alambre" o "Misterio". Sus recitales de poesía tienen siempre una estrecha relación con la música. 
Fue concejal de IU en el Ayuntamiento de Prado del Rey desde 2007 hasta 2019.

### Poesía
- La Tormenta (Ayto. Prado del Rey, Cádiz, 2003)
- Elucubraciones de un superviviente (Castellar S.L, Castellar de la Frontera, Cádiz, 2006)
- Espacios compartidos (Tiempo de cerezas, Madrid, 2008)
- Poemas en el equipaje (Castellar S.L, Murcia, 2009)
- La máquina quimérica (Atrapasueños, Sevilla, 2014)
- 40 planes de fuga (Ed. Seleer, Málaga, 2016)
- El universo entre nosotros (Editorial LXL, Almería, 2020)
- Raigambre (Editorial La Serranía, Cádiz, 2021)
- La vida en el pueblo (Ateneo Cultural Almajar, Prado del Rey, Cádiz, 2023)
- Mapa de huracanes (Cazador de Ratas Editorial, Cádiz, 2024)

### Antología artículos
- El abajo firmante (La Atalaya - Resistencia Cultural, Cádiz, 2018)

### Novela
- El caso Passion (Editorial Entre Libros, Almería, 2022)

- El diario de Ícaro Martín (Editorial Open City, Madrid, 2023)

Seleccionado en las antologías: Voces del Pueblo (Afaden, Prado del Rey, 2004), El cinco a las cinco (C.C. Giner de los Ríos, Ronda, 2007, 2008, 2010, 2011 y 2012), 65 Salvocheas (Quorum, Cádiz, 2011), La poesía es un arma cargada de Celaya (Atrapasueños, Sevilla, 2011), Malas Compañías (ML, Puerto Real -Cádiz-, 2012), A Rafael Alberti, en memoria compartida (Atrapasueños, Sevilla, 2012), Palabras a tiempo (Tántalo, Cádiz, 2014) y Libertad (Editorial LXL, Almería, 2020).